# Determinación de aluminio en antiácido
La determinación de aluminio en antiácido suspensión oral, al igual que la determinación de magnesio en antiácido, se realiza mediante una técnica hidrovolumétrica de formación de complejos utilizando ácido etilendiaminotetraacético (EDTA) como agente quelante, realizando una retrovaloración: se agrega EDTA en exceso, parte del cual reacciona con el Al3+ y el resto es valorado con sulfato de cinc [ZnSO4]. 

## Compuestos de aluminio en antiácido suspensión oral
El aluminio se encuentra generalmente como hidróxido de aluminio [Al(OH)3]

## Procedimiento
Según USP, para la determinación de aluminio se realiza una toma de en antiácido suspensión oral que se disuelve en agua (con el agregado previo de ácido clorhídrico para su disolución), preparando una solución problema en matraz aforado. Una toma de dicha solución problema se transfiere a un vaso de precipitados o un matraz de valoración, se agrega agua y luego, en el orden que se indica, mezclando constantemente, se agrega una toma exacta de solución patrón de EDTA y solución amortiguadora de ácido acético y acetato de amonio (pH 5). La solución se calienta a una temperatura cercana al punto de ebullición durante 5 minutos, luego se enfría y se agrega etanol y solución del indicador ditizona, mezclando. La solución valorante es sulfato de cinc, que se agrega desde la bureta hasta que el color cambia de violeta verdoso a rosado intenso. Se debe realizar una determinación con un blanco, reemplazando la solución problema con agua.

## La retrovaloración
El aluminio (Al) muestra una marcada tendencia a formar hidroxi-complejos polinucleares que reaccionan muy lentamente con EDTA. La formación de dichos complejos puede llegar a ser despreciable dependiendo de la concentración de iones H+ y Al+3, pudiendo determinarse Al en forma directa a pH 3,3 si el contenido de Al es 10-2M. Pero una forma sencilla de solucionar el problema cinético es realizar una valoración por retroceso llevada a cabo a temperatura de ebullición, con lo cual garantiza que el Al+3 forma más rápidamente su complejo con EDTA, el cual se agrega en exceso, en una cantidad exactamente conocida.

## Los reactivos utilizados
En el método de Wänninen y Ringbom (1955) citado por Schwarzenbach y Flaschka el exceso de EDTA se titula con Zn+2 en una solución conteniendo 50% de etanol, utilizando ditizona como indicador y un buffer de acetato a pH 4-5, obteniendo un excelente punto final. La solución amortiguadora (buffer) se prepara mezclando volúmenes iguales de soluciones 2N de acetato de sodio y ácido acético para mantener el valor de pH en 4,62. En estas condiciones el Mg no interfiere. 

El etanol es necesario porque la ditizona es insoluble en agua, pero también mejora las condiciones para la titulación, aumentando la estabilidad del complejo AlY- en comparación con la del complejo ZnY2- (en una retrovaloración, la constante de formación efectiva del complejo de EDTA con el metal usado como valorante inverso debe ser menor que con el metal de interés, pues de otro modo es posible que el primero desplace al segundo del complejo).

El orden de agregado de los reactivos es muy importante, ya que si se añade la solución buffer antes del EDTA se obtendrían resultados muy bajos, pues la formación de complejos hidroxipolinucleares del aluminio no permitirían que éste reaccionara completamente con el EDTA.